# Perdus dans l'espace (série télévisée, 2018)
Pour les articles homonymes, voir Perdus dans l'espace.
Perdus dans l'espace (Lost in Space) est une série télévisée de science-fiction américaine créée par Matt Sazama et Burk Sharpless et diffusée dans le monde depuis le 13 avril 2018 sur Netflix. Il s’agit de l'adaptation de la série du même titre des années 1960, créée par Irwin Allen.
Après l'impact d'un astéroïde en 2046, la vie sur Terre devient de plus en plus difficile. Des membres de la famille Robinson ont été sélectionnés pour quitter la Terre avec la 24e vague de colons et reconstruire leur vie sur une planète du système d'Alpha du Centaure.

## Synopsis
John et Maureen Robinson, et leurs trois enfants - Judy, Penny et Will - sont montés à bord du Résolution, un vaisseau spatial interstellaire qui réalise des allers-retours entre la Terre et le système planétaire Alpha Centauri. Mais un grave accident pendant le voyage les a forcés à atterrir sur une planète gelée inconnue à bord du vaisseau spatial à courte portée Jupiter. Ils découvrent un robot extraterrestre qui tisse un lien avec le jeune Will. Les colons devront former de nouvelles alliances et travailler ensemble pour survivre dans un environnement hostile à des années-lumière de leur destination prévue.

## Distribution

### Personnages principaux
- Molly Parker (VF : Déborah Perret) : Maureen Robinson
- Toby Stephens (VF : Jérôme Pauwels) : John Robinson
- Maxwell Jenkins (VF : Fanny Bloc (saisons 1 et 2) puis Oscar Douieb) : Will Robinson
- Taylor Russell (VF : Justine Berger) : Judy Robinson
- Mina Sundwall (VF : Lou Dubernat) : Penny Robinson
- Ignacio Serricchio (VF : Anatole de Bodinat) : Don West
- Parker Posey (VF : Claire Guyot) : June Harris / Dr « Zoe » Smith
- Brian Steele (en) (VF : Bruno Dubernat) : Le Robot (saisons 2 et 3, récurrent saison 1)
- Ajay Friese (VF : John Kokou) : Vihjay Dhar (saison 2, récurrent saisons 1 et 3)
- Sibongile Mlambo (VF : Geraldine Asselin) : Angela Goddard (saison 2, récurrente saison 1)

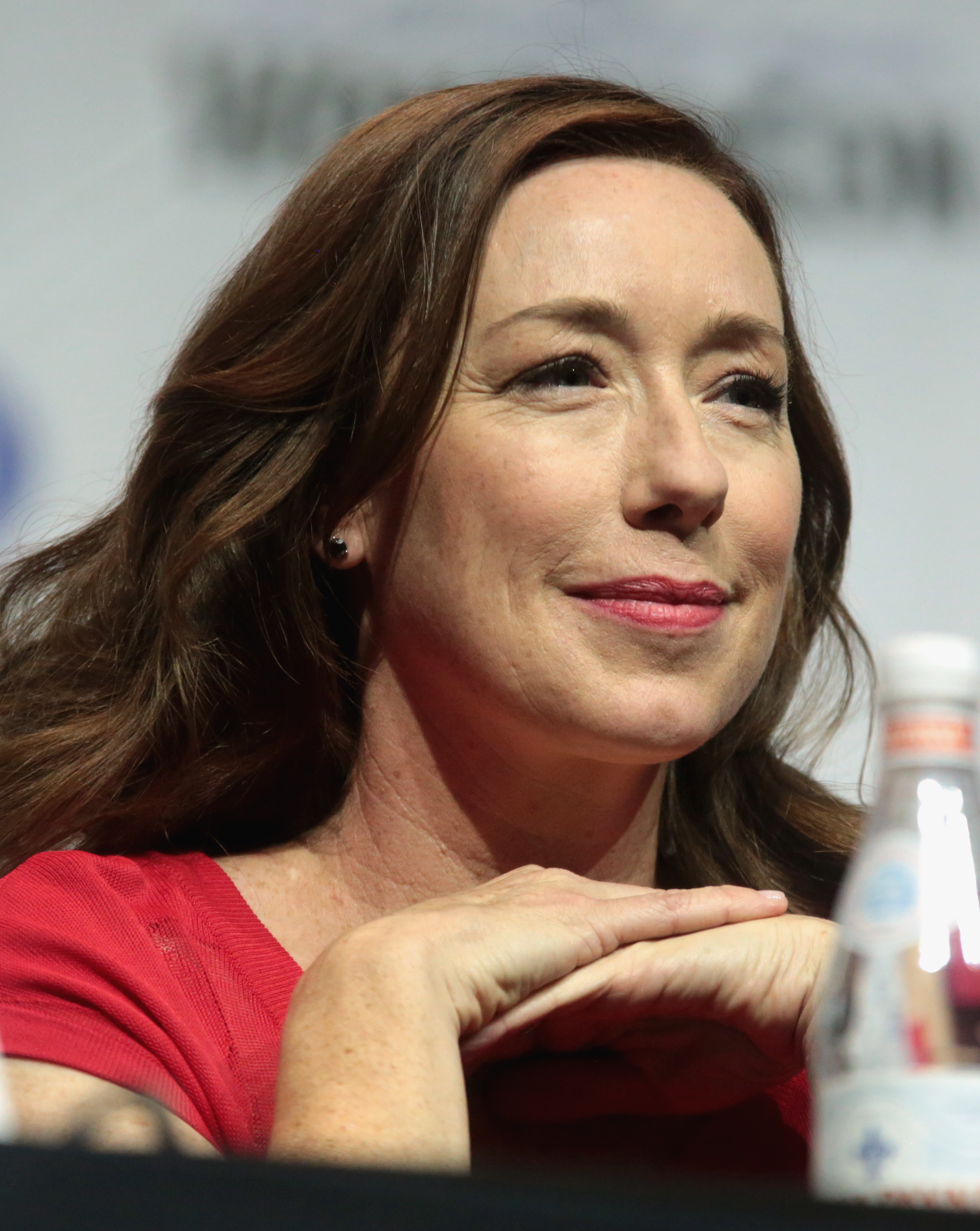
Molly Parker interprète Maureen Robinson.
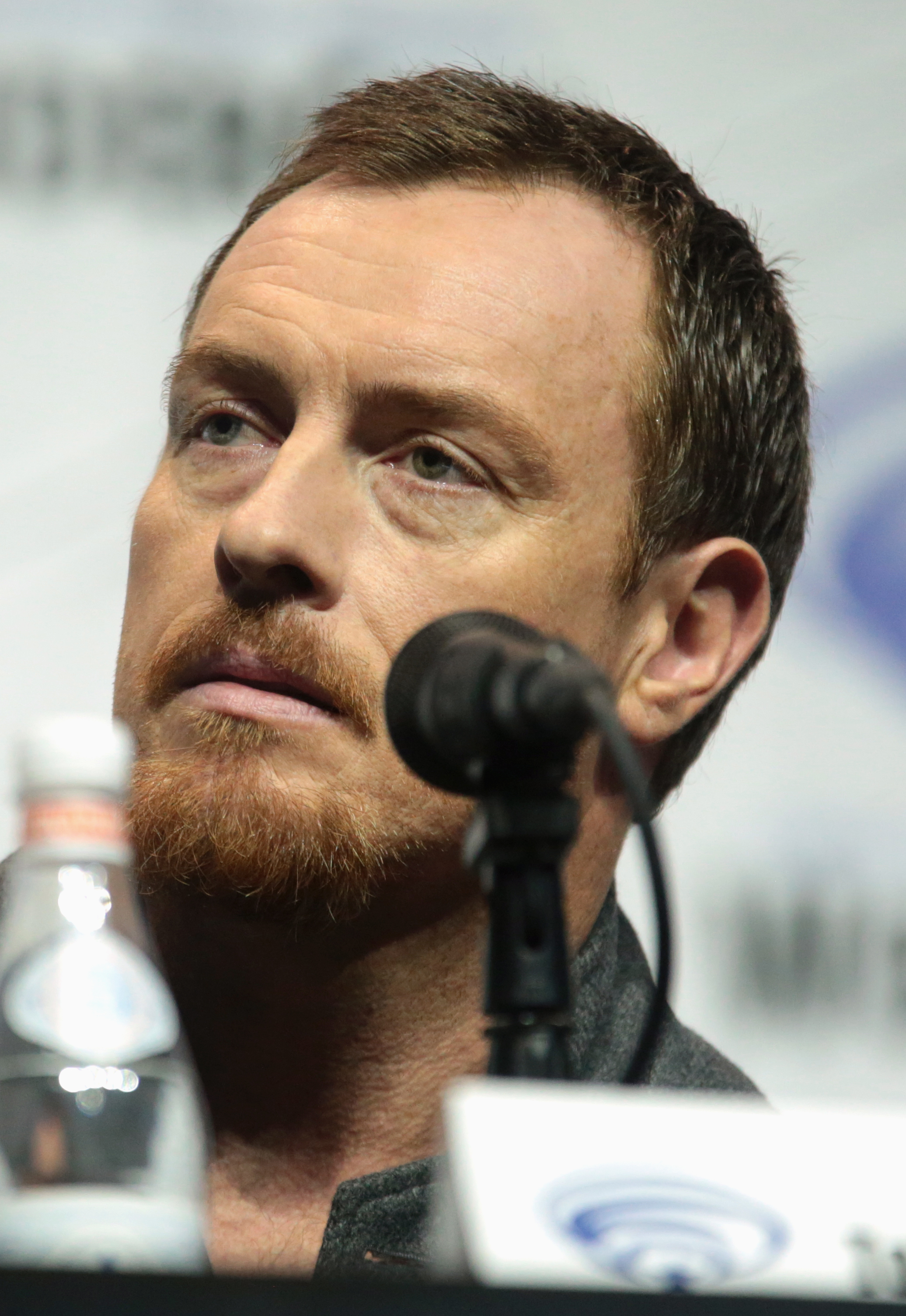
Toby Stephens interprète John Robinson.
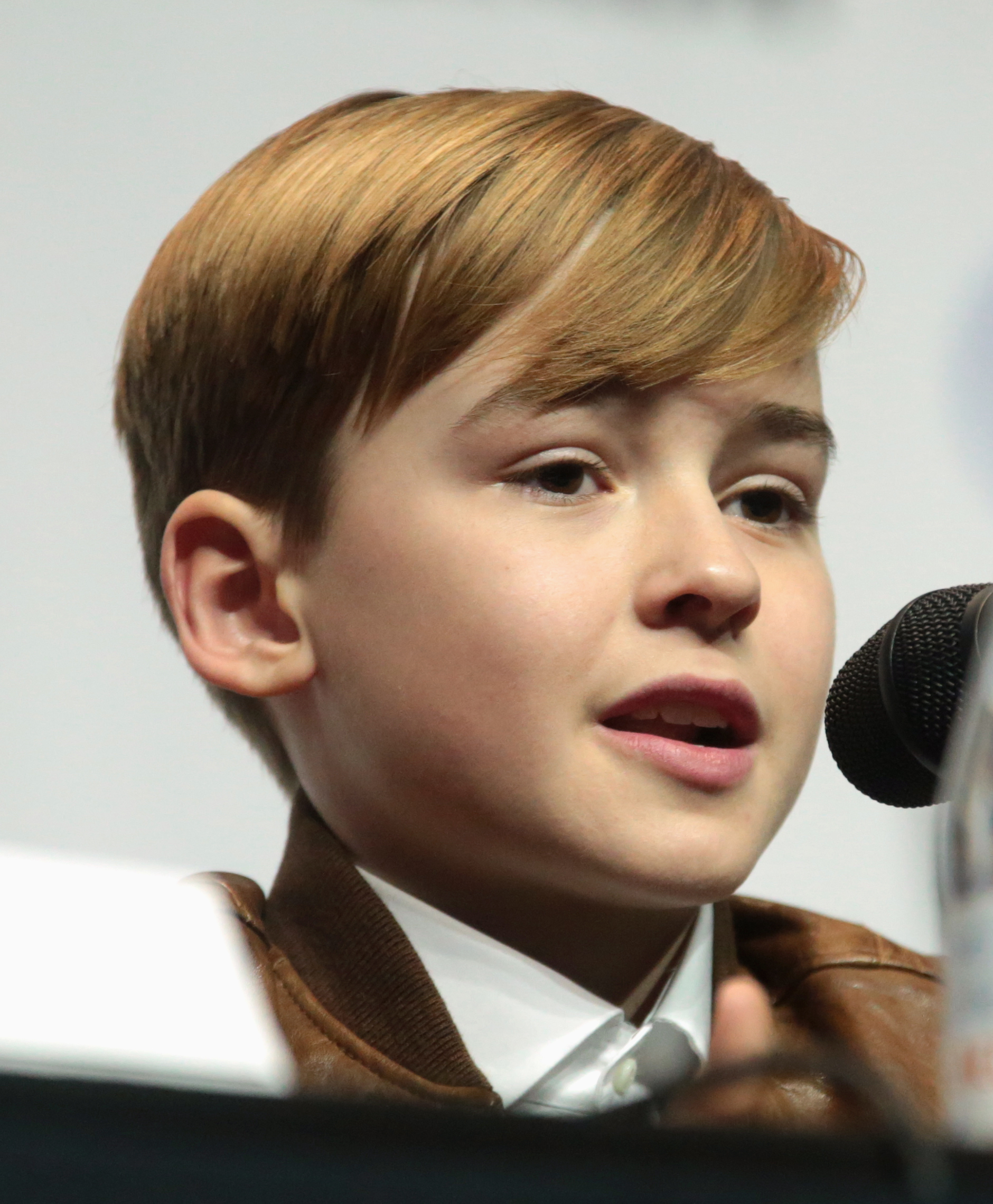
Maxwell Jenkins interprète Will Robinson.
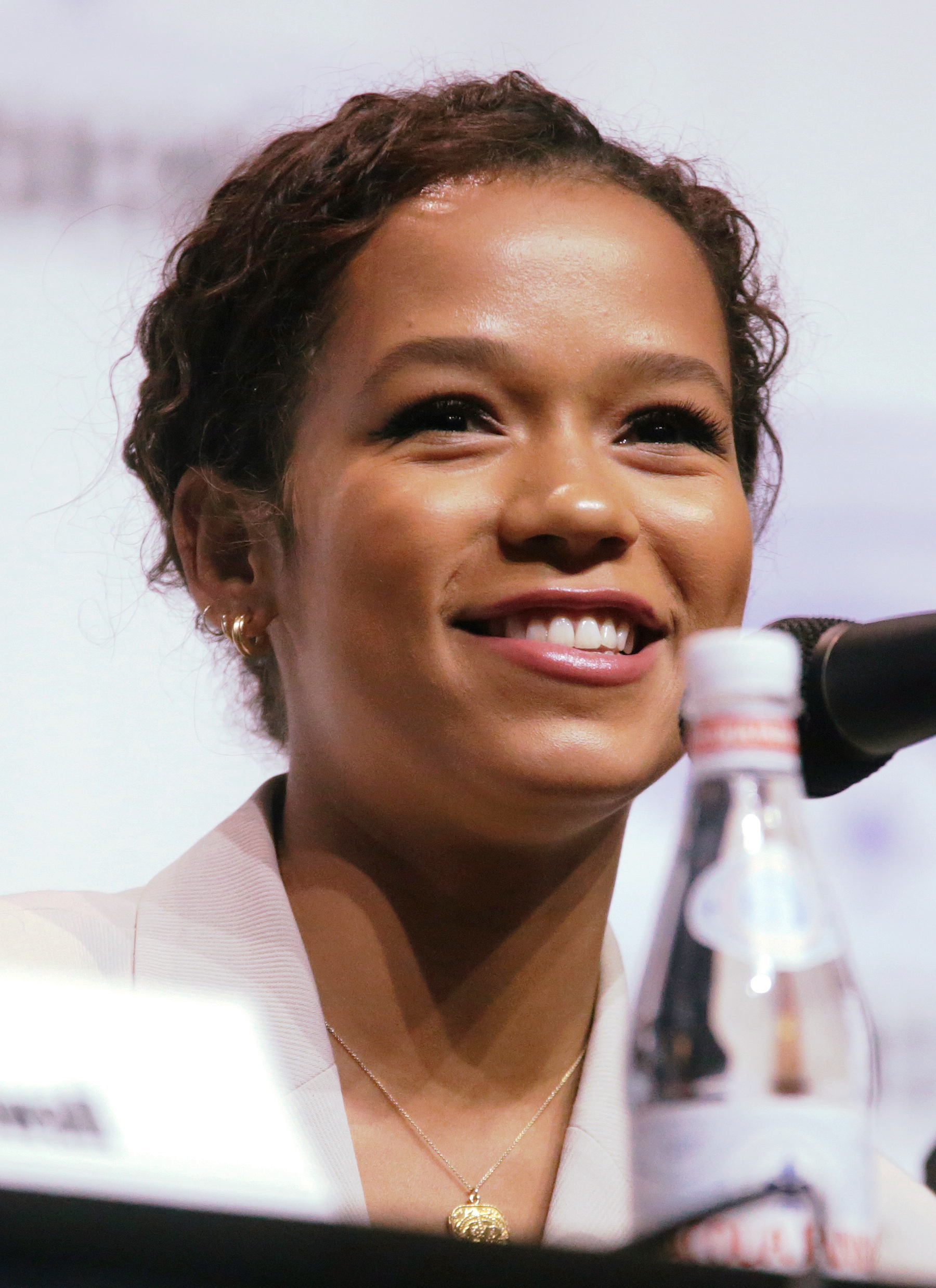
Taylor Russell interprète Judy Robinson.
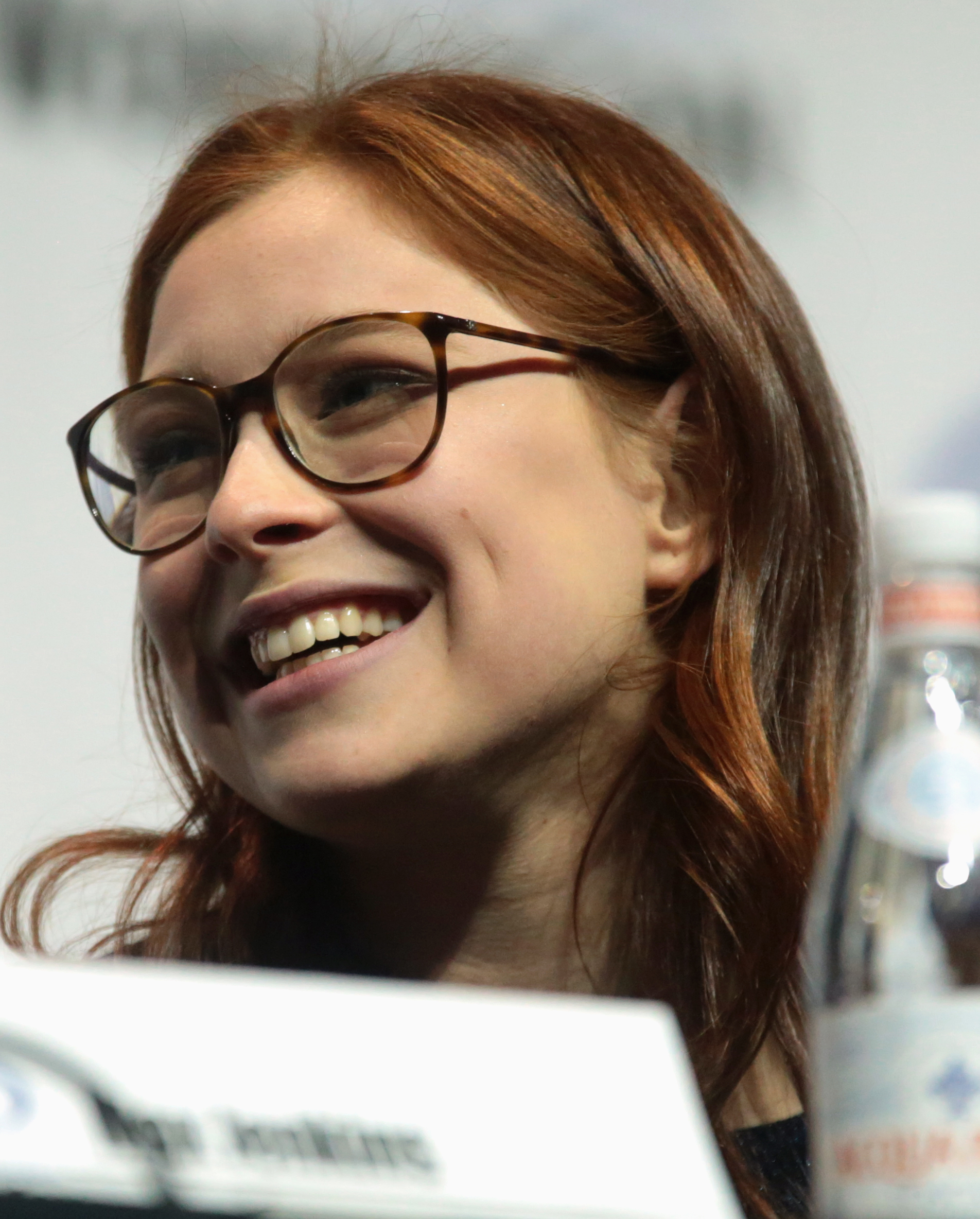
Mina Sundwall interprète Penny Robinson.
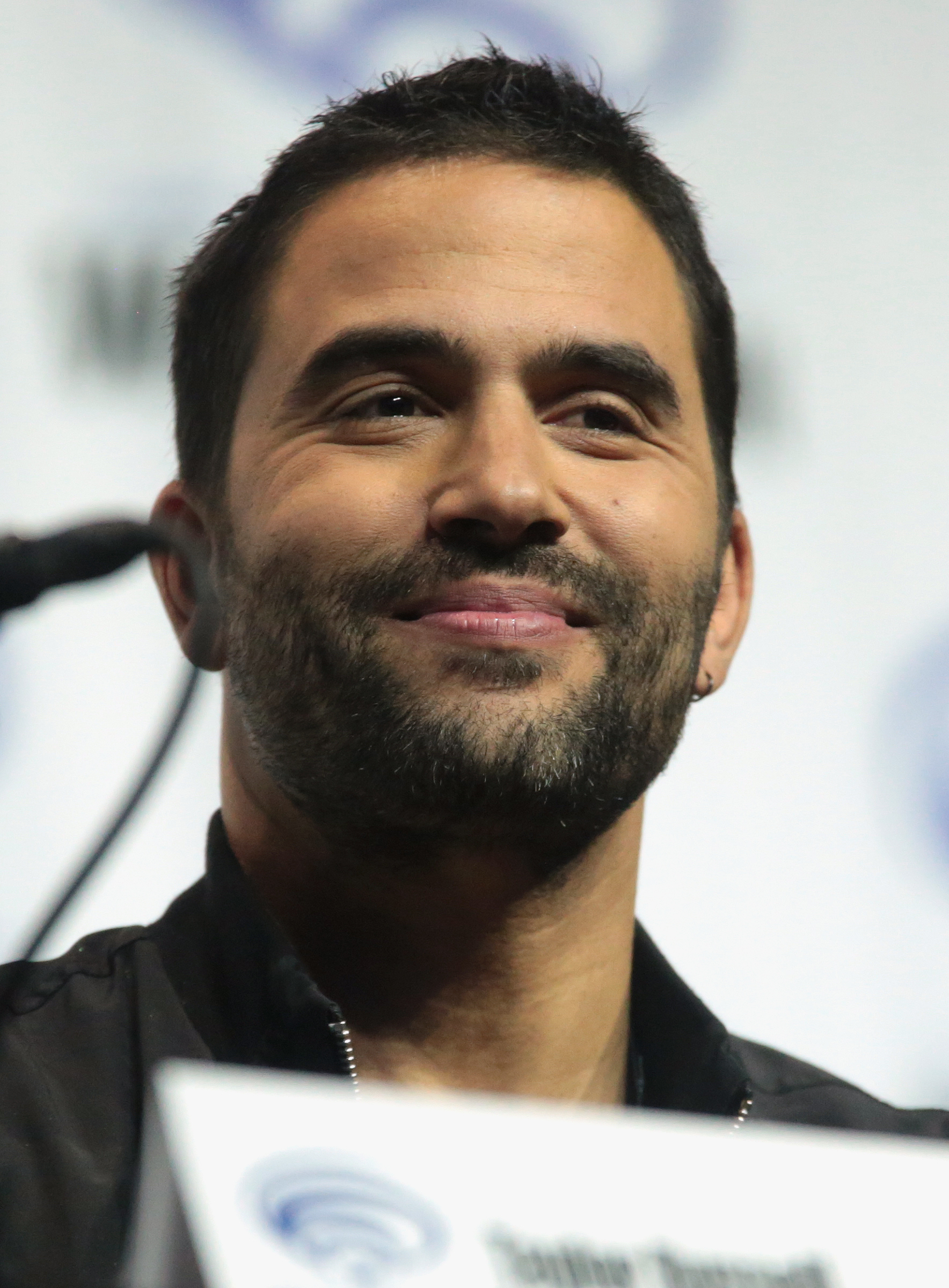
Ignacio Serricchio interprète Don West.
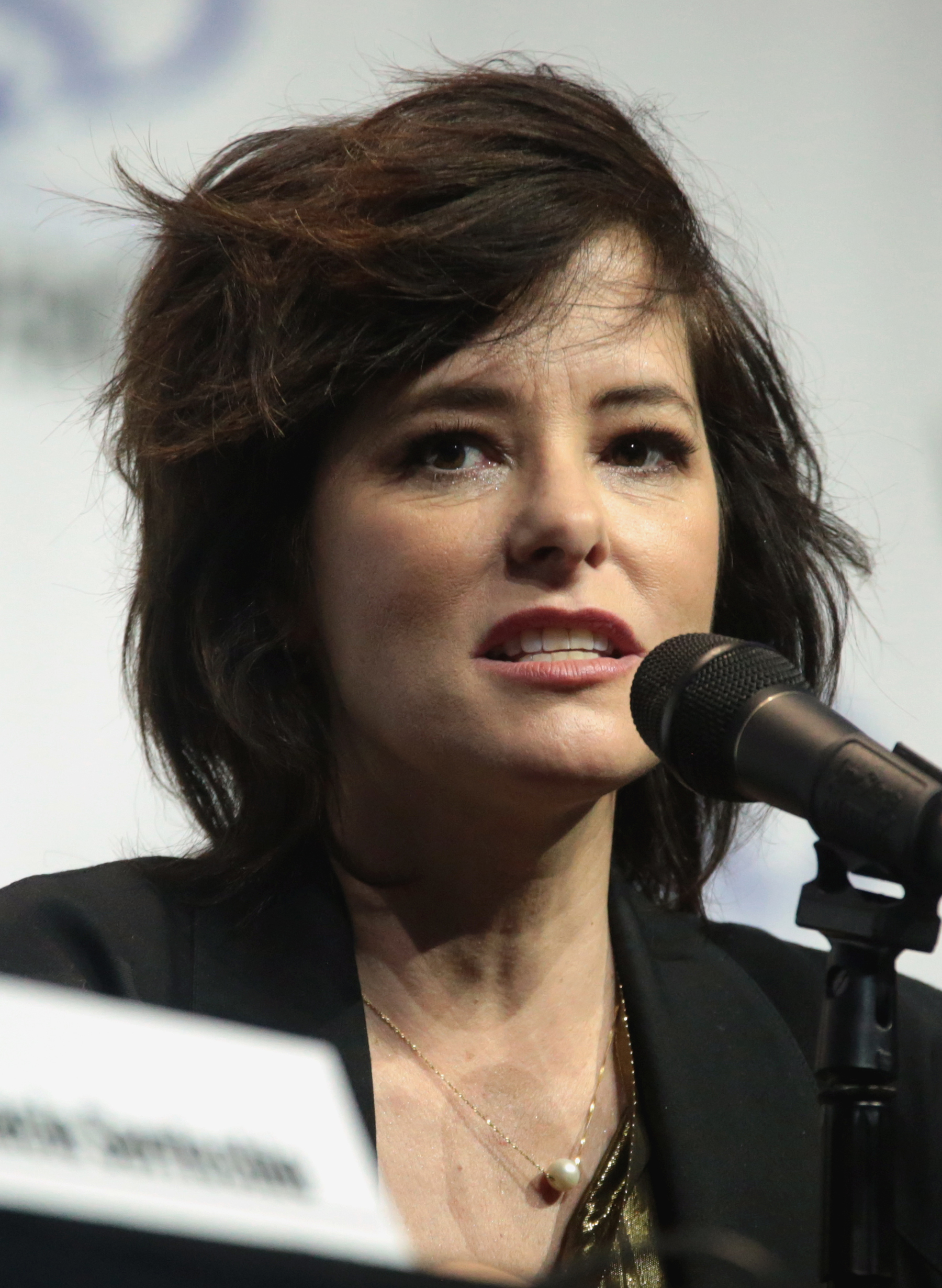
Parker Posey interprète June Harris / Dr. Smith.

### Personnages récurrents

#### Introduits dans la saison 1
- Raza Jaffrey (VF : Benjamin Gasquet) : Victor Dhar, délégué des colons du Résolution
- Cary-Hiroyuki Tagawa (VF : Philippe Ariotti) : Hiroki Watanabe
- Yukari Komatsu (VF : Valérie Even) : Naoko Watanabe
- Kiki Sukezane (VF : Elsa Davoine): Aiko
- Veenu Sandhu (VF : Kahina Tagherset) : Prisha Dhar
- Adam Reid (en) (VF : Pierre Tessier) : Peter Beckert
- Amelia Burstyn (VF : Julie Léger) : Dianne
- Iain Belcher (VF : Glen Hervé) : Evan
- Shaun Parkes : Capitaine Radic, commandant du Résolution
- Douglas Hodge : Officer Hastings
- Anna Maria Demara : Tam Roughneck

#### Introduits dans la saison 2
- JJ Feild : Officer Ben Adler
- Sakina Jaffrey : Capitaine suppléante Kamal, commandante intérimaire du Résolution
- Tattiawna Jones (VF : Sarah Barzyk) : Ava
- Jarret John : Neil Caird.
- Aria DeMaris : Isabel Azevedo
- Alison Araya : Aubrey Azevedo
- Rob LaBelle : Mr. Jackson
- Nevis Unipan : Samantha

#### Introduits dans la saison 3
- Russell Hornsby (VF : Frantz Confiac) : Commandeur Grant Kelly, capitaine du Fortuna
- Charles Vandervaart : Liam Tufeld
- Elias Leacock : Noah
- Karen LeBlanc : Chancelière de la colonie Alpha du Centaure

### Invités
- Selma Blair : Jessica Harris
- Bill Mumy : Dr. Zachary Smith
- Angela Cartwright : Selma Harris
- Rowan Schlosberg (en) (VF : Jean-Michel Rucheton) : Connor

Version française
Société de doublage : Deluxe Media Paris
Direction artistique : Bruno Dubernat
Adaptation des dialogues : Nicolas Mourguye
 Source et légende : version française (VF) sur RS Doublageet DSD-Doublage

## Production

### Développement
Le 9 octobre 2014, Legendary Television annonce vouloir produire un reboot de la série des années 1960 avec aux manettes les scénaristes Matt Sazama et Burk Sharpless. Ces derniers ayant travaillé sur le film Dracula Untold se révèlent intéressés et débutent donc l'écriture. Le projet est supervisé par Peter Johnson, président de la filiale télévisée de Legendary Pictures.
Le 20 novembre 2015, Netflix annonce que la série sera diffusée sur son site de streaming et, le 29 juin 2016, annonce qu'une première saison comptant au total dix épisodes a été commandée.
Le 14 mai 2018, Netflix renouvelle la série pour une deuxième saison.
Le 9 mars 2020, la série a été renouvelée pour une troisième et dernière saison diffusée en 2021.

### Attribution des rôles
Durant l'été 2019, Sibongile Mlambo et Ajay Friese sont promus à la distribution principale.

### Tournage
Le tournage de la première saison débute en janvier 2017 à Vancouver en Colombie-Britannique au Canada, et s’achève en juin 2017.
Le tournage de la deuxième saison débute le 4 septembre 2018 au même endroit que le précédent, et s'achève le 30 janvier 2019.

### Fiche technique
Sauf indication contraire, les informations mentionnées dans cette section peuvent être confirmées par la base de données cinématographiques IMDb,  présente dans la section « Liens externes ».
- Titre original : Lost in Space
- Titre français : Perdus dans l'espace
- Création : Matt Sazama et Burk Sharpless
- Casting : John Papsidera
- Musique : Christopher Lennertz
- Direction artistique : Ross Dempster
- Décors : David Clarke
- Costumes : Angus Strathie
- Photographie : Sam McCurdy et Joel Ransom
- Montage : David Kaldor, Jack Colwell, Mark Hartzell et Joe Talbot Hall
- Production : Kari Drake, Brad Van Arragon et Ken Girotti
- Société de production : Legendary Television, Synthesis Entertainment, Applebox Pictures et Clickety-Clack Productions
- Société de distribution : Netflix
- Format : couleur - son Dolby Digital
- Pays d’origine :  États-Unis
- Langue originale : anglais
- Genre : science-fiction
- Durée : 47–65 minutes
- Date de diffusion : 13 avril 2018 sur Netflix

## Épisodes

### Première saison (2018)
1. Impact (Impact)
2. Diamants du ciel (Diamonds in the Sky)
3. Infestés (Infestation)
4. Les Robinson étaient là (The Robinsons Were Here)
5. Transmission (Transmission)
6. Éloge funèbre (Eulogy)
7. Sous pression (Pressurized)
8. Trajectoire (Trajectory)
9. Résurrection (Resurrection)
10. Danger, Will Robinson (Danger, Will Robinson)

### Deuxième saison (2019)
Le 14 mai 2018, Netflix renouvelle la série pour une deuxième saison, qui est mise en ligne depuis le 24 décembre 2019.
1. Naufragés (Shipwrecked)
2. Précipice (Precipice)
3. Échos (Echoes)
4. L'Épouvantail (Scarecrow)
5. Cours (Run)
6. Amputation (Severed)
7. Évolution (Evolution)
8. Inconnu (Unknown)
9. Diversion (Shell Game)
10. Quatre-vingt-dix-sept (Ninety-Seven)

### Troisième saison (2021)
Le 9 mars 2020, Netflix renouvelle la série pour une troisième et dernière saison, qui est mise en ligne le 1er décembre 2021.
1. Trois Petits Oiseaux (Three Little Birds)
2. Contact (Contact)
3. Le Nouveau (The New Guy)
4. Tout détruire (Nothing Left Behind)
5. Piège (Stuck)
6. Dernières Paroles (Final Transmission)
7. Le Plan B du plan B (Contingencies on Contingencies)
8. Confiance (Trust)

## Accueil

### Critiques
Rotten Tomatoes, le site web regroupant les critiques, a reporté un taux d'approbation de 69%, avec une note moyenne de 6.36/10, basé sur 71 évaluations. Le consensus critique du site est : « Les valeurs de production de Perdu dans l'espace sont suffisamment ambitieuses pour attirer les fans d'aventures de science-fiction, tandis que le fond de l'histoire ajoute un point d'ancrage émotionnel à tous les audacieux d'espace profond ». Metacritic, qui utilise une moyenne pondérée, a attribué un score normalisé de 58 sur 100 sur la base de 27 critiques, indiquant « des critiques mitigées ou moyennes ».
David Griffin de IGN a attribué à la première saison une note de 8,5/10, qualifiant cette expérience d'« excellente aventure de science-fiction avec un léger problème de méchant », félicitant particulièrement la famille Robinson, tout en critiquant le Dr Smith, interprétée par Parker Posey, en tant que « personnage unidimensionnel qui manque de qualités rédemptrices ». En revanche, Jen Chaney de Vulture a décrit la performance de Posey comme apportant « des touches sobres et comiques » et Beth Elderkin de Gizmodo confirme : « Sa performance inclut clairement la légèreté et l'humour du personnage ».